# Marino (Dublín)

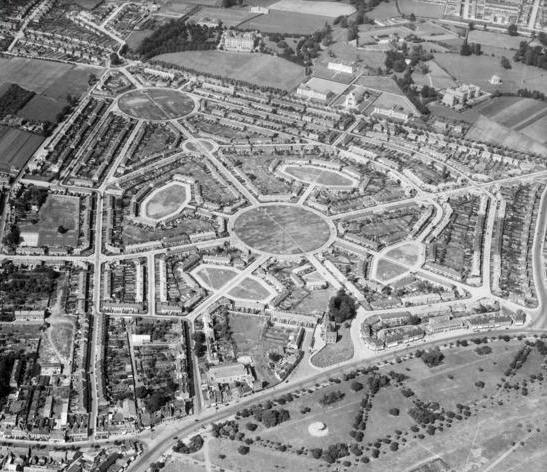
Marino, suburbio al Norte de Dublín, Irlanda.

Marino es un suburbio al Norte de Dublín, Irlanda.

## Localización y accesos
Marino comprende el área entre las fronteras de Sion Hill Road, Gracepark Road, Philipsburgh Avenue, Malahide Road and Shelmartin Terrace. Las fronteras de Marino y otras zonas del Norte de Dublín como Fairview, Donnycarney y Clontarf. Está a dos kilómetros de la oficina central de correos de Dublín en O'Connell Street.
El área está servida por la estación de DART Clontarf Road station.

## Instalaciones deportivas
Marino es sede del Club St Vincents GAA en la frontera con Donnycarney, y del club de futbo Marino.

## Casino en Marino
Es una famosa pieza de arquitectura neoclásica irlandesa. Diseñada por el arquitecto William Chambers como casa de placer de James Caulfeild, primer conde de Charlemont. Se considera uno de los mejores ejemplos del arte neoclásico del siglo XVIII en toda Europa. El Casino, significa "pequeña casa", contiene un total de 16 habitaciones bellamente decoradas. Es mantenido por la OPW (Office of Public Works) y abierto al público con entrada es de pago.